# Vadim Perelman
Vadim Perelman (ur. 1963 w Kijowie) – kanadyjski reżyser i scenarzysta filmowy pochodzenia ukraińskiego.
Urodził się na Ukrainie. W wieku kilkunastu lat wyemigrował razem z matką i ostatecznie osiadł w Kanadzie. Studiował na Uniwersytecie Alberty w Edmonton, a następnie – już na wydziale filmowym – w Toronto. Po ukończeniu studiów realizował głównie teledyski. Później przeniósł się do Los Angeles, gdzie zaczął kręcić reklamówki.
W długim metrażu debiutował w 2003 dramatem psychologicznym Dom z piasku i mgły z Jennifer Connelly i Benem Kingsleyem. Connelly zagrała młodą kobietę, która chce odzyskać rodzinny dom. Kingsley wcielił się w rolę jego obecnego właściciela – byłego oficera armii irańskiej, który kupił dom po latach wyrzeczeń. Rywalizacja między bohaterami zakończy się tragedią.
W 2008 sygnował swoim nazwiskiem Życie przed oczami z Umą Thurman.

## Reżyseria
- 2003: Dom z piasku i mgły (House of Sand and Fog)
- 2008: Życie przed oczami (Life Before Her Eyes)
- 2020: Poufne lekcje perskiego (Persischstunden)